# Retrato de mujer (Francisco Miralles)
Retrato de mujer es una pintura sobre tela de Francisco Miralles realizada en 1883. Actualmente se conserva en la Biblioteca Museo Víctor Balaguer, con el número de inventario 1648, e ingresó en 1956, formando parte del llamado "Legado 1956", un conjunto de obras provenientes de la colección Lluis Plandiura-Victoria González. 

## Descripción
Mujer joven en escorzo vestida con un abrigo de piel y un sombrero con plumas.

## Inscripción
En el cuadro se puede leer la inscripción F. Miralles 1883 (parte superior derecha). 